# Une femme douce (film, 1969)
Ne doit pas être confondu avec Une femme douce (film, 2017).
Pour les articles homonymes, voir Une femme douce.
Pour plus de détails, voir Fiche technique et Distribution.
Une femme douce est un film français de Robert Bresson sorti en 1969. Le scénario est inspiré de la nouvelle La Douce de Dostoïevski.
Une version restaurée est sortie en salles en France le 6 novembre 2013.

## Synopsis
Une jeune femme vient de se suicider. Près du corps, sous le regard de la vieille servante, le mari s’interroge et revit leur passé. Jeune fille pauvre, elle venait souvent dans sa boutique de prêteur sur gages. Il l'a aimée, a insisté pour l’épouser. Très vite, blessée par sa froideur et sa jalousie, elle s’est enfermée dans le silence…

## Fiche technique
- Réalisation : Robert Bresson
- Assistants réalisateurs : Jacques Kébadian et Mylène Van der Mersch
- Scénario, adaptation, dialogues : Robert Bresson, d'après la nouvelle La Douce de Dostoïevski
- Photographie : Ghislain Cloquet, assisté d'Emmanuel Machuel
- Montage : Raymond Lamy
- Son : Jacques Lebreton et Urbain Loiseau
- Musique : Jean Wiener, morceaux d'Henry Purcell
- Scripte: Geneviève Cortier
- Décors : Pierre Charbonnier
- Productrice : Mag Bodard
- Production : Les Films Paramount, Marianne Productions, Parc Film
- Genre : Drame et romance
- Format : 1.66
- Durée : 90 min.
- Date de sortie : 
  - France : 28 août 1969

## Distribution
- Dominique Sanda : Elle
- Guy Frangin : Lui
- Jeanne Lobre : Anna, la bonne
- Claude Ollier : Le médecin

## Production
Le film a été tourné dans l'appartement du peintre Olivier Mosset, au no 31 de la rue de l'Échaudé dans le 6e arrondissement de Paris à l'été 1968.

## Analyse
Le film comporte le duel final d'escrime entre Hamlet et Laërte, issu de la pièce de William Shakespeare.[réf. souhaitée]

## Distinctions
Le film a été présenté à la Quinzaine des réalisateurs, en sélection parallèle du festival de Cannes 1969.